# Mercado Ver-o-Peso
O Mercado Ver-o-Peso ou Mercado Municipal Bolonha de Peixe ou Mercado de Ferro ou somente Ver-o-Peso, é um mercado público, feira-livre, zona portuária de pequeno porte, inaugurado em 1901 (substituindo a "Casa de Haver-o-Peso", 1625-1899) que faz parte do Complexo do Ver-o-Peso (1625), situado na cidade paraense de Belém (Pará) no bairro da Campina, às margens da baía do Guajará, ao lado da Estação das Docas.
É considerado um dos mercados públicos mais antigos do País, foi eleito uma das maravilhas do estado do Pará e uma das 7 Maravilhas do Brasil.
Ponto turístico, cultural e econômico da cidade de Belém, formado pelo Mercado de Ferro, Praça do Pescador, Doca das embarcações (1803, e feira do peixe), Pedra do Peixe e, pela feira-livre (considerado a maior da América Latina) que abastece a cidade com variados gêneros: vestuário, ervas medicinais, alimentícios (como peixe e carne) vindos das ilhas circunvizinhas (área insular) da capital e dos municípios do interior, fornecidos por via fluvial.
Local onde pode-se degustar um dos símbolo da gastronomia nortista e, que representa os dos 400 anos de Belém, o "peixe frito com açaí".

## História
Com posição estratégica na desembocadura do rio Amazonas, Belém era o maior entreposto comercial da região de produtos extraidos da região amazônica (drogas do sertão) com destino aos mercados locais e internacionais, de carne com preço baixo dos rebanhos na Ilha do Marajó, e ponto de chegada dos produtos europeus. Então em 1625, na área do igarapé do Piri (no atual Mercado Ver-o-Peso), os portugueses instalaram o posto de fiscal comercial Casa de Haver o Peso, para controle do peso e, arrecadação de tributos dos gêneros trazidos para a sede da Capitania do Grão-Pará (Estado do Maranhão), concedido por provisão real à Câmara de Belém.
Em 1803, no governo de Dom Marcos de Noronha e Brito, Conde dos Arcos, o igarapé do Piri foi aterrado para atender aos avanços urbanísticos da Belém. A foz foi transformada na Doca do Ver-o-Peso e na Pedra do Peixe, feito com pedras de lioz inglesas, mantendo-se ali as atividades do posto de fiscal.
Embora em 1839 a cidade estivesse abalada pela revolta popular da Cabanagem (1835 - 1840), a Casa de Haver o Peso funcionou até meados do ano de 1839, quando em outubro, o presidente Bernardo de Souza Franco extinguiu a repartição fiscal e, a Casa foi arrendada destinada à venda de peixe fresco, até o ano de 1847, quando terminou o contrato de arrendamento e a Casa de Haver o Peso foi demolida.
Em 1855 durante o Ciclo da Borracha (1879 - 1912), aumentou a importância comercial, principalmente para o cenário internacional. Assim ocorreram novas mudanças urbanísticas: a margem da baía do Guajará foi aterrada, importantes edificações foram erguidas seguindo o padrão arquitetônico europeu de estilo eclético, influenciado pela art nouveau, entre as quais: o Mercado Municipal de Carnes (1867), Palácio Antônio Lemos (1873) e, o Theatro da Paz (1878).
Em 1897, a empresa La Rocque Pinto & Cia venceu a concorrência pública para a construção do Mercado Municipal de Peixe ou Mercado de Ferro, como inicialmente era conhecido o Mercado Ver-o-Peso, autorizado pela lei municipal nº 173.
Em 1899, após a demolição da "Casa de Haver-o-Peso" (1625) teve início a edificação do Mercado de Ferro, com o projeto de Henrique La Rocque, próximo ao Mercado Municipal de Carnes ou Mercado Bolonha. Sendo inaugurado em 1901, na forma de um dodecágono medindo 1 197 m², com estrutura metálica em zinco veille-montaine (trazida pré-fabricado da Inglaterra e de Nova Iorque transportado fluvialmente para Belém)
Seguindo a tendência estética francesa de art nouveau da Belle Époque. Neste período também ocorreu a ampliação do Mercado de Carne;
O complexo passou por duas grandes reformas. A primeira em 1985, na administração municipal de Almir Gabriel, com melhorias no: Mercado de Ferro, Solar da Beira (sendo transformado em restaurante e espaço cultural), a Praça do Pescador e, a feira livre do mercado. Ocorreu também a construção da Praça dos Velames e montagem de barracas padronizadas. Em 1998 e 2002, ocorreu a segunda reforma em etapas, sob administração municipal de Edmilson Rodrigues, com intervenção geral na feira, contemplando aspectos paisagístico do local e qualificatórios dos feirantes.

## Conhecimento tradicional
No setor de ervas do Ver-o-Peso estão as baracas das erveiras, onde há uma variedade de produtos que são classificados como místicos e como medicinais baseado no conhecimento tradicional dos povos originários, que de acordo com Cleide Furtado Nascimento Dantas e Rubens da Silva Ferreira: "resultam da combinação de chás obtidos de plantas, cascas e raízes que são misturados a perfumes conhecidos pela população, funcionando como uma espécie de poção mágica.".

## Patrimônio histórico
O mercado de ferro e a feira livre fazem parte do complexo arquitetônico e paisagístico do Ver-o-Peso tombado pelo IPHAN, em 1977, que compreende uma área de 35 mil metros quadrados, com uma série de construções históricas, incluindo o Mercado da Carne, a Praça do Pescador, a Praça do Relógio, a Doca, a Feira do Açaí, a Ladeira do Castelo e o Solar da Beira.

## Na cultura popular
- O vídeo musical da canção "No Chão Novinha" dos cantores Anitta e Pedro Sampaio foi gravado em 29 de novembro de 2021 no Mercado Ver-o-Peso.[22]
- O Mercado Ver-o-Peso serviu como cenário para as gravações da segunda temporada da série Cidade Invisível (2023) da Netflix.[23]

## Galeria

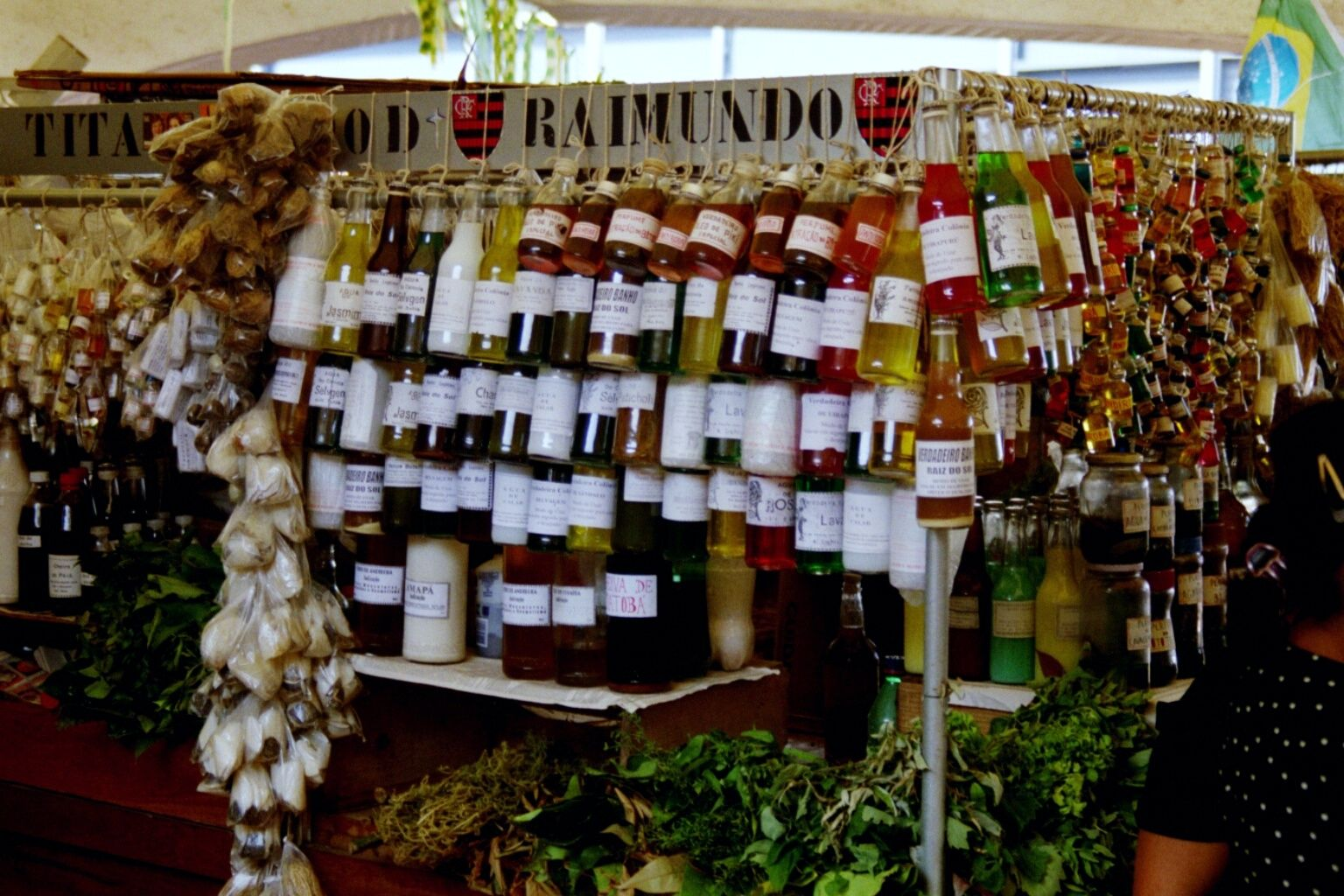
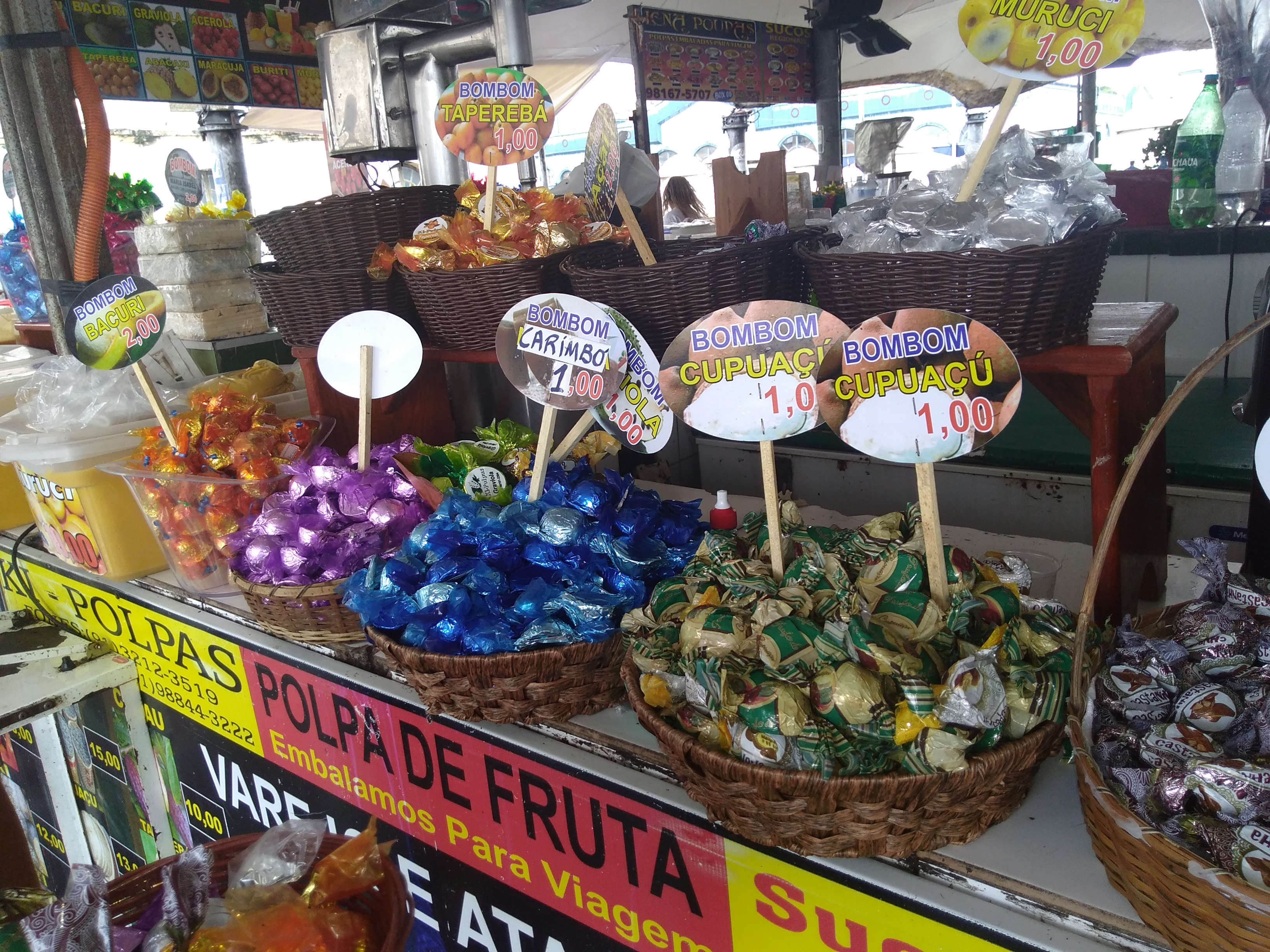
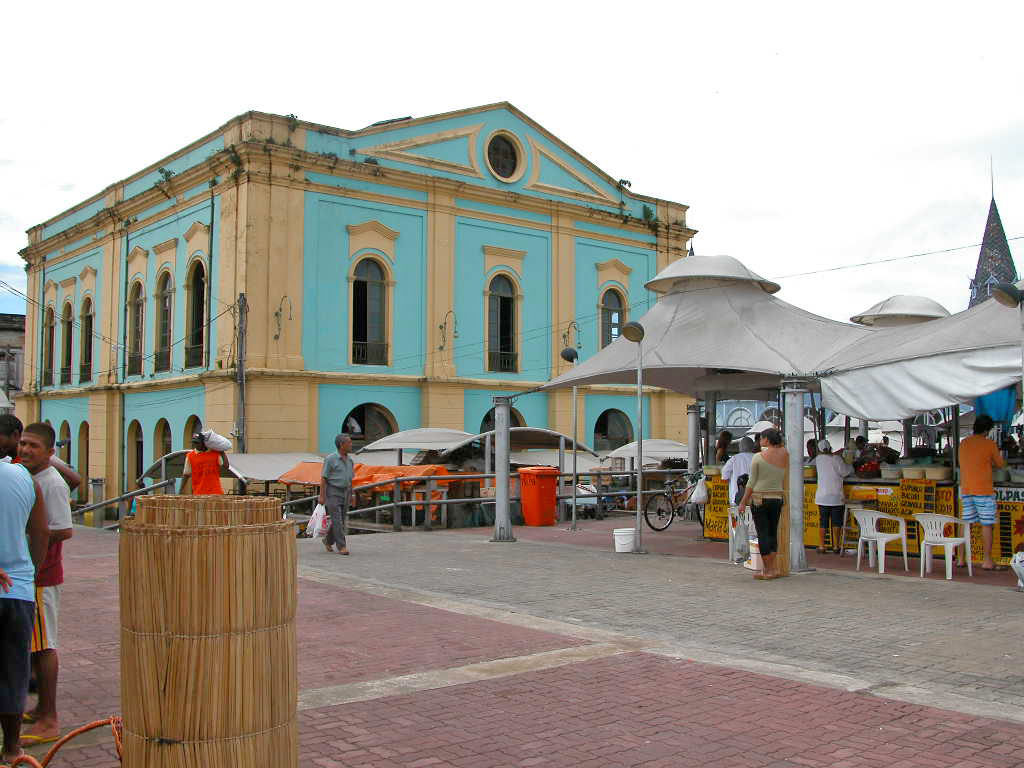
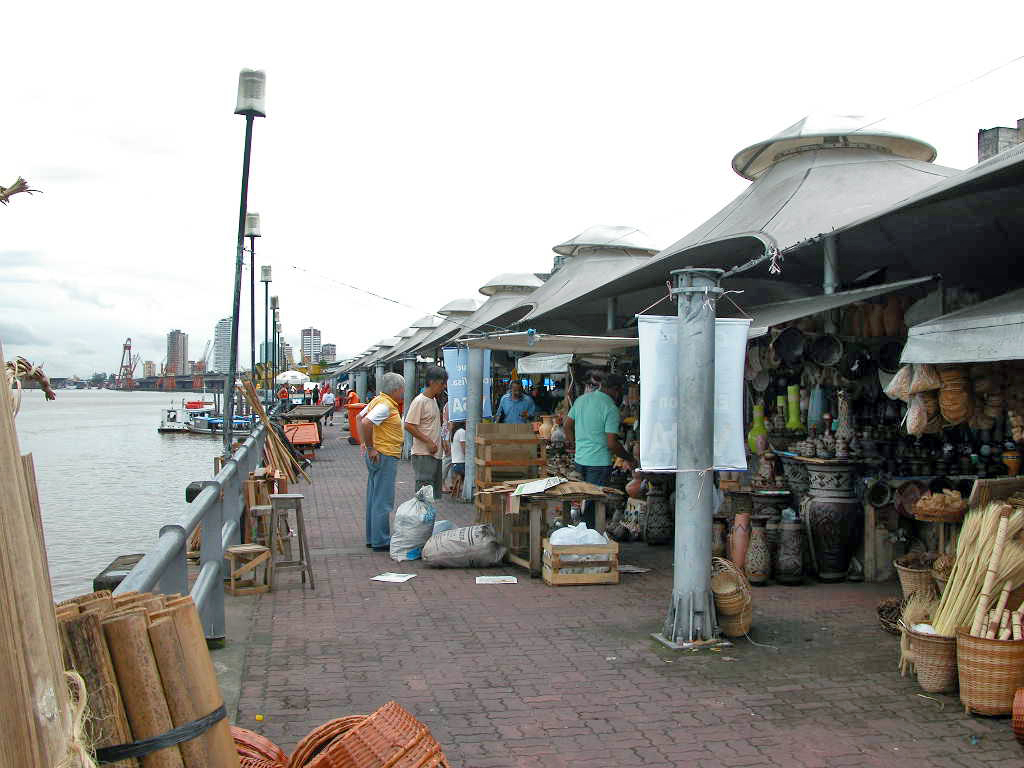
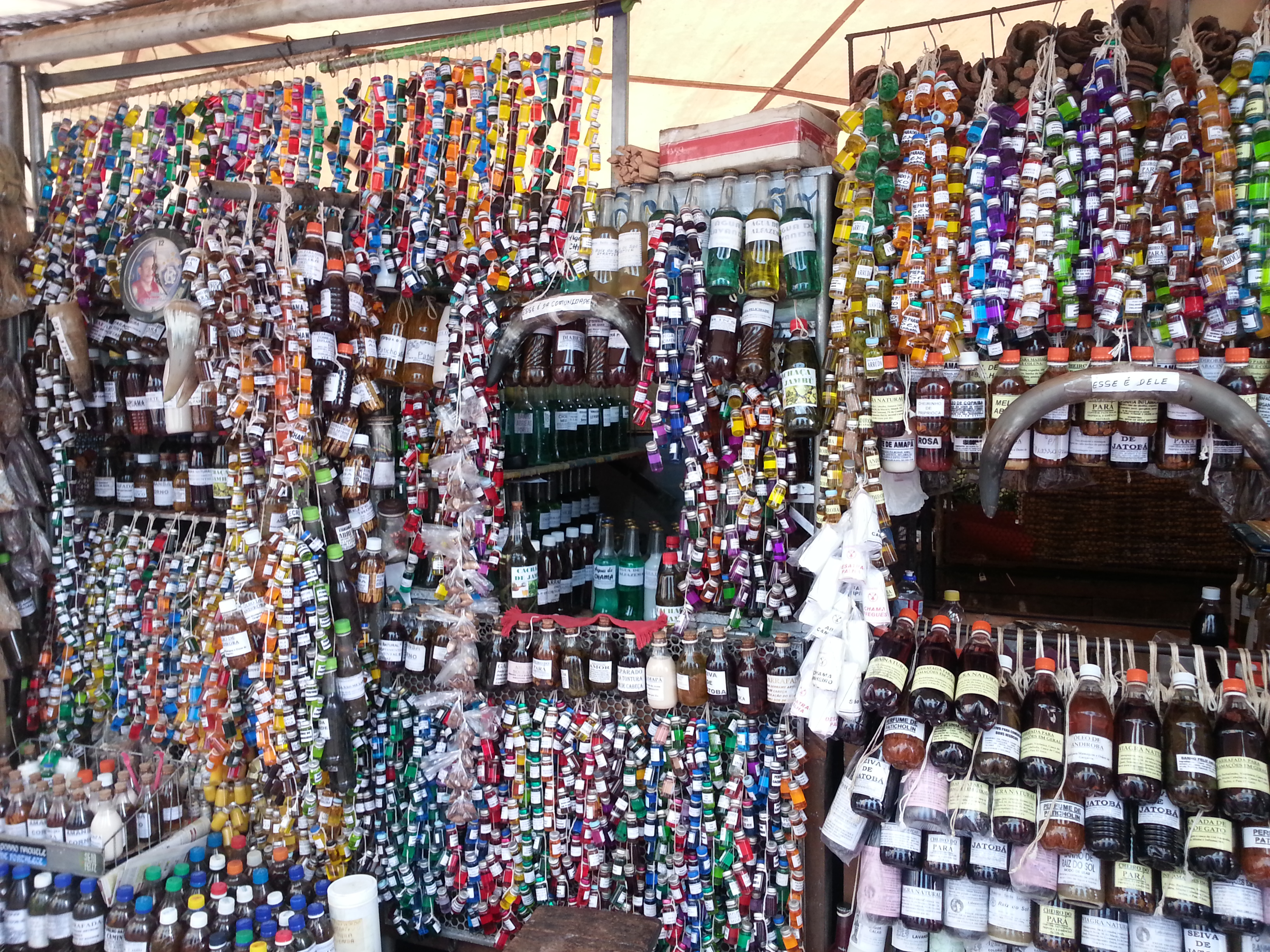
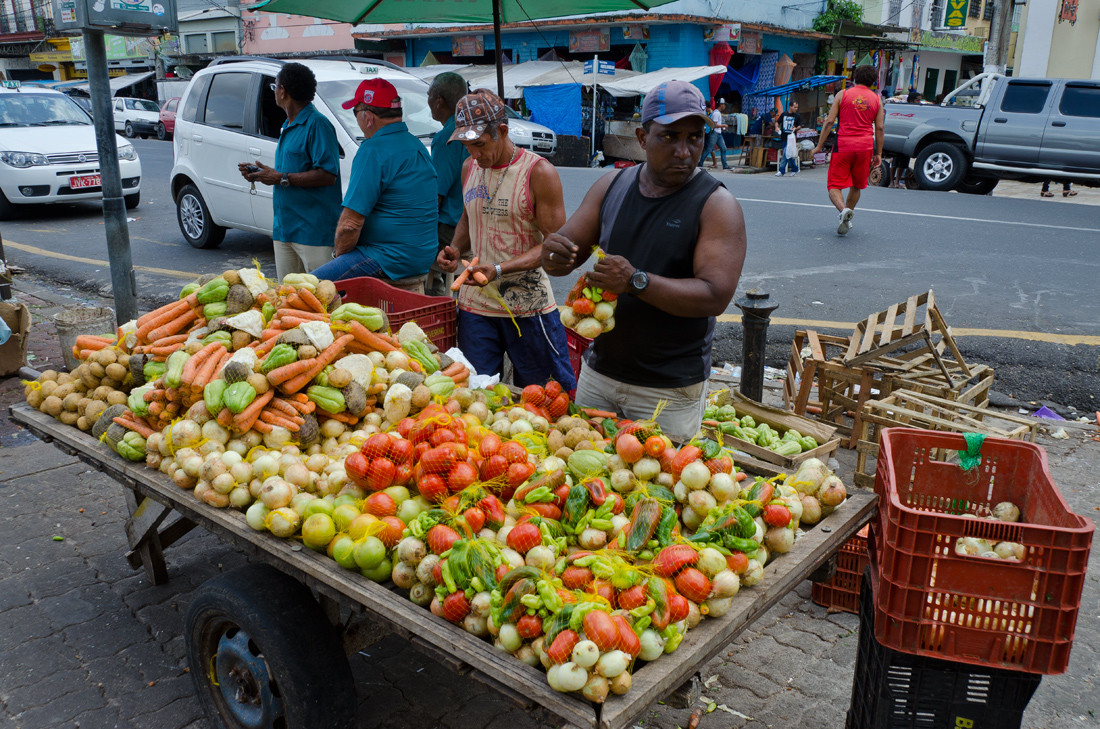
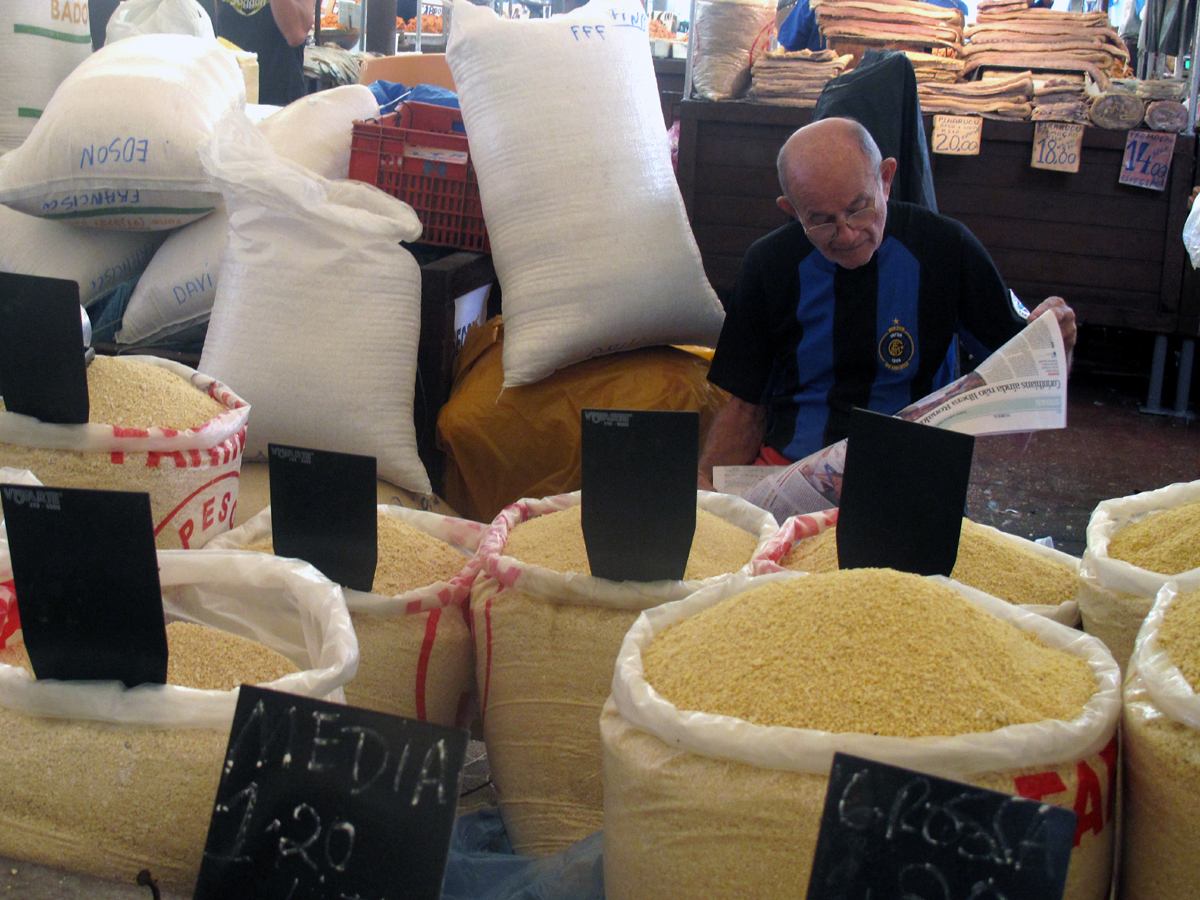
Barraca de venda da farinha de mandioca.
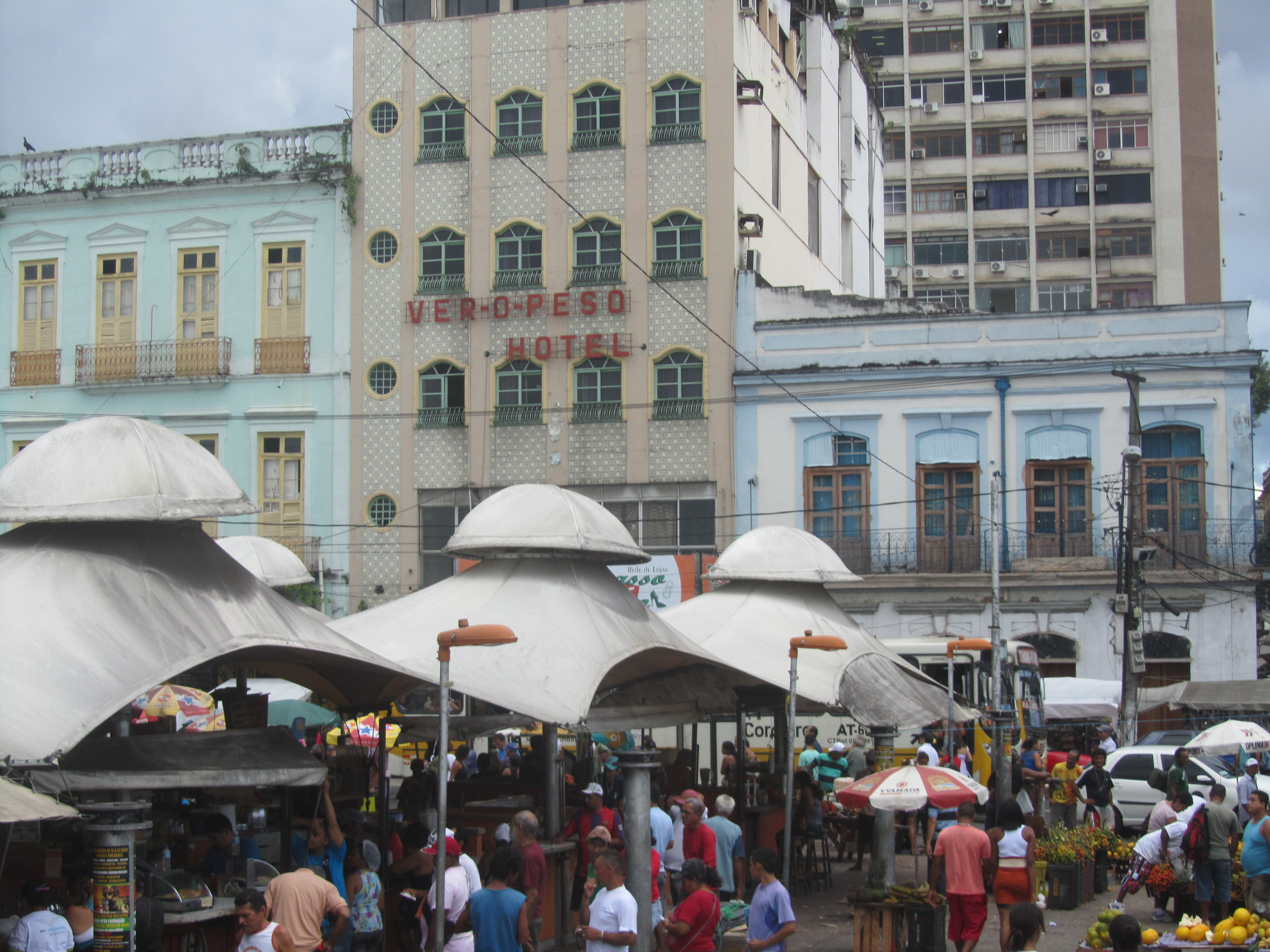
Barracas da feira-livre do Mercado Ver-o-Peso, a maior feira do tipo na América Latina.
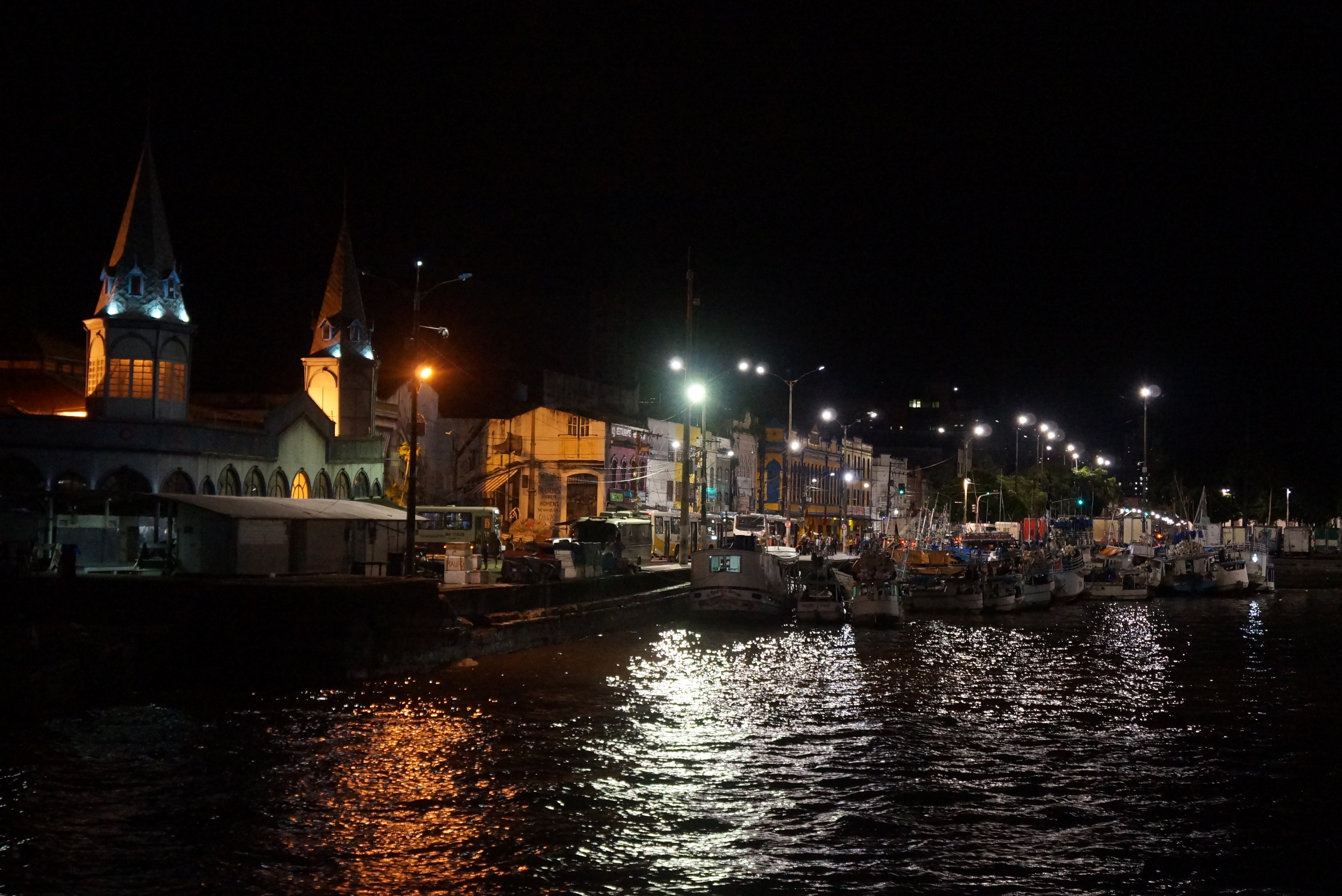
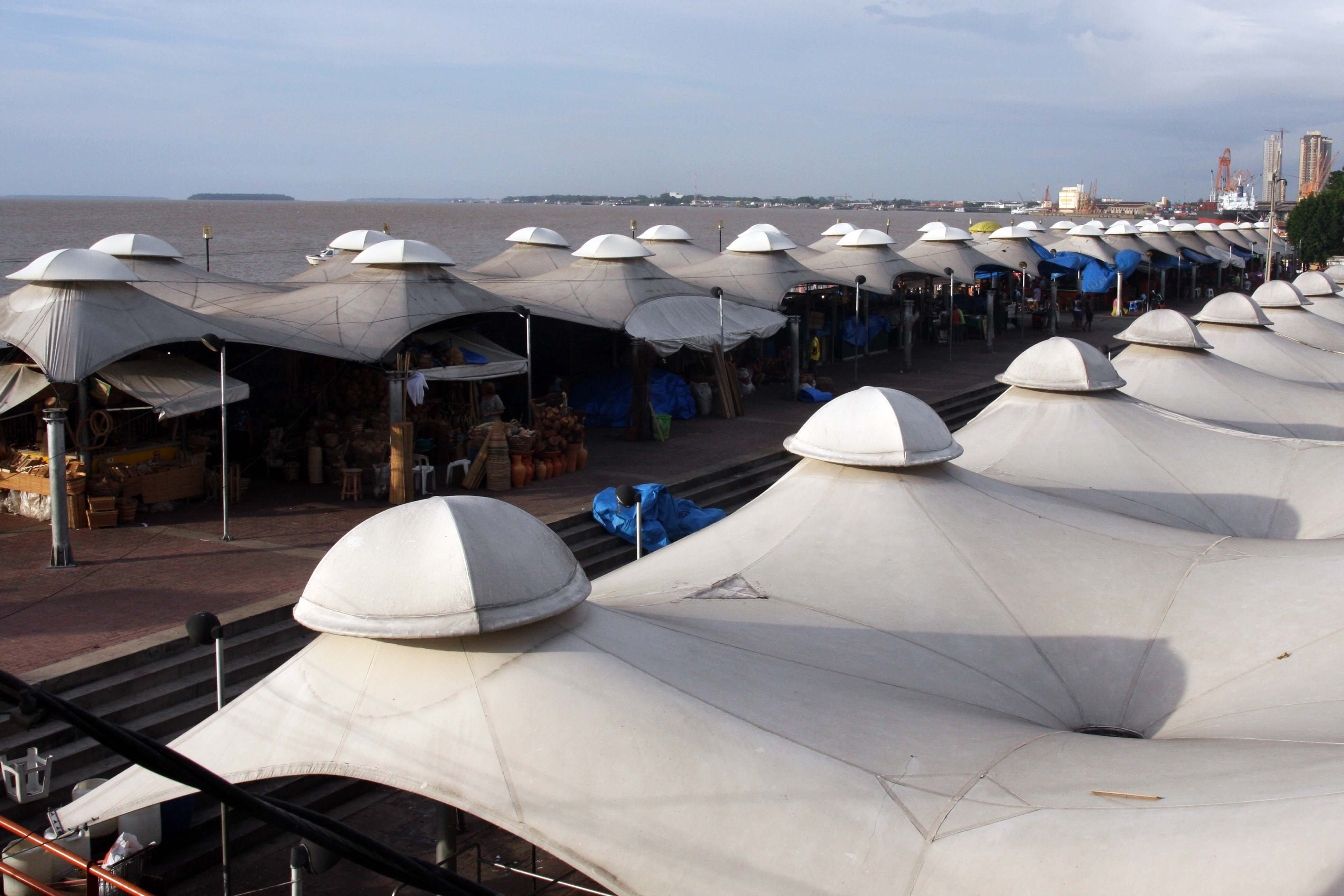